# 1956年メルボルンオリンピックのオーストラリア選手団
1956年メルボルンオリンピックのオーストラリア選手団（1956ねんメルボルンオリンピックのオーストラリアせんしゅだん）は、1956年11月22日から12月8日にかけてオーストラリアのメルボルンで開催された1956年メルボルンオリンピックのオーストラリア選手団、およびその競技結果。

## 概要
今大会は開催国として迎え、金メダル13個、銀メダル8個、銅メダル14個の合計35個のメダルを獲得した。金メダル数、銀メダル数、銅メダル数、合計メダル数全てそれぞれ過去最多であった。

## メダル
| メダル | 選手名                                                                                              | 競技   | 種目                   |
| ------ | --------------------------------------------------------------------------------------------------- | ------ | ---------------------- |
| 金     | ベティ・カスバート                                                                                  | 陸上   | 女子100m               |
| 金     | ベティ・カスバート                                                                                  | 陸上   | 女子200m               |
| 金     | シャーリー・ストリックランド・デ・ラ・ハンティ                                                      | 陸上   | 女子80mハードル        |
| 金     | シャーリー・ストリックランド・デ・ラ・ハンティ ノーマ・クロッカー フラー・メラー ベティ・カスバート | 陸上   | 女子4×100mリレー       |
| 金     | ジョン・ヘンリックス                                                                                | 競泳   | 男子100m自由形         |
| 金     | マレー・ローズ                                                                                      | 競泳   | 男子400m自由形         |
| 金     | マレー・ローズ                                                                                      | 競泳   | 男子1500m自由形        |
| 金     | デビッド・タイル                                                                                    | 競泳   | 男子100m背泳ぎ         |
| 金     | ケヴィン・オハローラン ジョン・デビット マレー・ローズ ジョン・ヘンリックス                         | 競泳   | 男子4×200自由形リレー  |
| 金     | ドーン・フレーザー                                                                                  | 競泳   | 女子100m自由形         |
| 金     | ロレイン・クラップ                                                                                  | 競泳   | 女子400m自由形         |
| 金     | ドーン・フレーザー フェイス・リーチ サンドラ・モーガン ロレイン・クラップ                           | 競泳   | 女子4×100m自由形リレー |
| 金     | ジョーイ・ブラウン アンソニー・マーチャント                                                         | 自転車 | 男子タンデムスプリント |
| 銀     | グラハム・ギプソン レオン・グレゴリー デヴィッド・リーン ケバン・ゴスパー                           | 陸上   | 男子4×400mリレー       |
| 銀     | チャールズ・ポーター                                                                                | 陸上   | 男子走高跳             |
| 銀     | ジョン・デビット                                                                                    | 競泳   | 男子100m自由形         |
| 銀     | ロレイン・クラップ                                                                                  | 競泳   | 女子100m自由形         |
| 銀     | ドーン・フレーザー                                                                                  | 競泳   | 女子400m自由形         |
| 銅     | ヘクター・ホーガン                                                                                  | 陸上   | 男子100m               |
| 銅     | ジョン・ランディ                                                                                    | 陸上   | 男子1500m              |
| 銅     | アラン・ローレンス                                                                                  | 陸上   | 男子10000m             |
| 銅     | マリーン・マシューズ                                                                                | 陸上   | 女子100m               |
| 銅     | マリーン・マシューズ                                                                                | 陸上   | 女子200m               |
| 銅     | ノーマ・スローワー                                                                                  | 陸上   | 女子80mハードル        |
| 銅     | ゲーリー・チャップマン                                                                              | 競泳   | 男子100m自由形         |
| 銅     | フェイス・リーチ                                                                                    | 競泳   | 女子100m自由形         |
| 銅     | ディック・プルーグ                                                                                  | 自転車 | 男子スプリント         |